# Penicillium palitans
Penicillium palitans är en svampart som beskrevs av Westling 1911. Penicillium palitans ingår i släktet Penicillium och familjen Trichocomaceae.   Inga underarter finns listade i Catalogue of Life.